# Série 3100 da CP

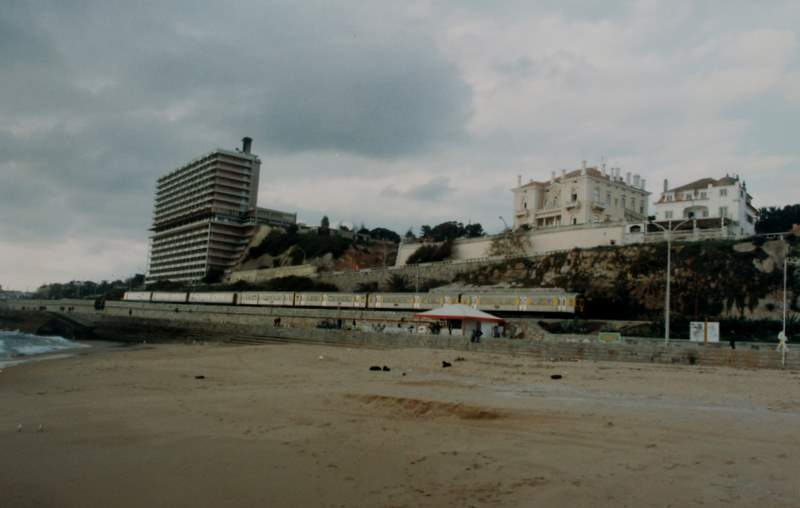
Automotora da Série 3100, no Estoril.

A Série 3100, mais conhecida por Cravens, refere-se a um tipo de automotora a tracção eléctrica, que foi utilizada pelas operadoras Caminhos de Ferro Portugueses e Sociedade Estoril na Linha de Cascais, em Portugal.

## Descrição
Esta Série era composta por onze unidades a tracção eléctrica, com uma voltagem de 1500 V; podiam atingir até 90 km/h, e dispunham de uma potência total de 960 kW.

## História
Foram fabricadas pelas empresas britânicas General Electric Company e Cravens, tendo entrado ao serviço da Sociedade Estoril no primeiro semestre de 1950, na Linha de Cascais. Estas automotoras passaram para a gestão dos Caminhos de Ferro Portugueses, quando terminou o arrendamento da Linha à Sociedade Estoril, em 1976.

## Ficha técnica
- Características de exploração
  - Entrada ao serviço: 1950[1][2]
- Número de unidades: 11[1]
- Dados gerais
  - Tipo de tracção: Eléctrica[1]

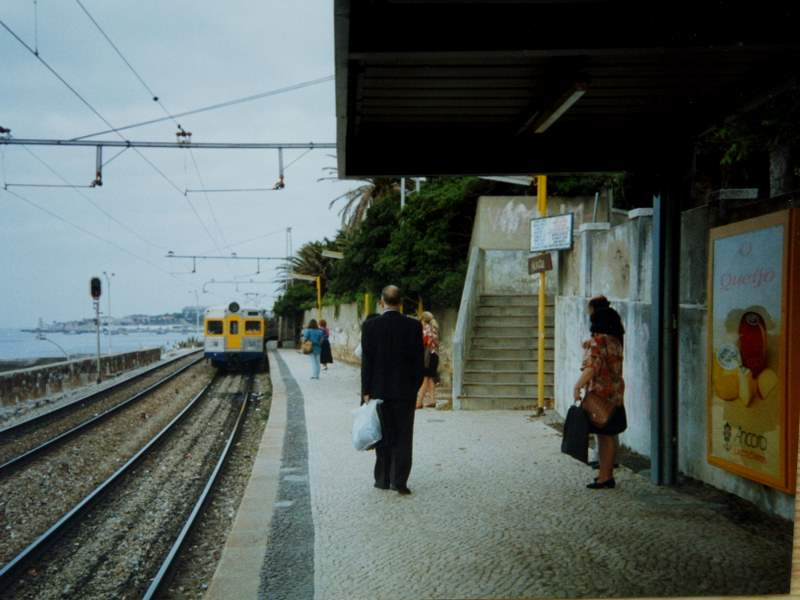
Automotora da Série 3100 na Estação do Monte Estoril, em 1994.

  - Construtor: Cravens e General Electric Company[1][2]
- Motores de tracção
  - Potência total: 960 kW[1]
  - Voltagem: 1500 V[1][2]
  - Características de funcionamento
  - Velocidade máxima: 90 km/h[1]